# Oliver Kirk
Oliver Kirk (20. dubna 1884 Beatrice, Nebraska, – 14. března 1960 Farmington, Missouri) byl americký boxer, který získal dvě zlaté medaile na Letních olympijských hrách 1904.
Stal se jediným boxerem v historii, který získal dvě zlaté medaile na jedněch olympijských hrách. Získal zlato v muší váze, a během necelých dvou týdnů snížil hmotnost o 10 liber, takže mohl nastoupit i v bantamové váze. K zisku dvou zlatých medailí mu stačilo vyhrát jen dva zápasy, protože v bantamové váze startovali pouze dva boxeři, a v muší váze, kde byl Kirk nasazen přímo do finále, tři.